# Physopleurella
Physopleurella is een geslacht van wantsen uit de familie bloemwantsen (Anthocoridae). Het geslacht werd voor het eerst wetenschappelijk beschreven door Odo Reuter in 1884.

## Soorten
Het genus bevat de volgende soorten:

- Physopleurella armata Poppius, 1909
- Physopleurella australis Gross, 1954
- Physopleurella bribiensis Gross, 1954
- Physopleurella flava Carayon, 1956
- Physopleurella floridana Blatchley, 1925
- Physopleurella indica Muraleedharan & Ananthakrishnan, 1978
- Physopleurella loyola Muraleedharan & Ananthakrishnan, 1978
- Physopleurella mundula (White, 1877)
- Physopleurella pacifica Gross, 1954
- Physopleurella pessoni Carayon, 1956
- Physopleurella vichitravarna Muraleedharan, 1977